# 8e régiment d'artillerie à cheval
Pour les articles homonymes, voir 8e régiment.
Ne doit pas être confondu avec 8e régiment d'artillerie.
Le 8e régiment d'artillerie à cheval (8e à cheval) où 8e régiment d'artillerie légère est un régiment d'artillerie de l'Armée de terre française créé sous la Révolution par la réunion de compagnies de canonniers à cheval créées en 1792. Il est licencié en 1801.

## Création et différentes dénominations
- 11 septembre 1794 : Organisation du 8e régiment d'artillerie à cheval[note 1]
- 22 janvier 1801 : Licencié

## Colonels et chefs de corps
- 9 mars 1794 : Jean Claude Edouard Machuret
- 23 avril 1801 : François Alexis Guyonneau de Pambour

## Historique des garnisons, combats et batailles

### Guerres de la Révolution
Le « 8e régiment d'artillerie à cheval » est formé à Douai, le 11 septembre 1794.
Ses compagnies étaient, de 1794 à 1797 aux armées du Nord et de Sambre-et-Meuse, et de Rhin-et-Moselle avec laquelle sont engagées en 1796 à la bataille de Rastadt et au passage du Rhin l'année suivante. Quelques éléments sont envoyés, de 1795 à 1801, à l'armée d'Orient dans le cadre de la campagne d'Égypte. 
En 1799 et ses compagnies étaient ainsi placées : 
- 1re compagnie à Nimègue
- 2e compagnie à Spire
- 3e compagnie, une moitié à Besançon et l'autre moitié à Savone
- 4e compagnie à Mannheim
- 5e compagnie, une moitié à Besançon et l'autre moitié à Savone
- 6e compagnie à Savone.

Les compagnies affectées en Italie participent à la bataille de La Trebbia en 1799. Cette même année, les autres compagnies rattachées aux armées du Danube et de Batavie sont présentes aux batailles de Bergen et de Castricum pour s'opposer à l'invasion anglo-russe de la Hollande.
En 1800, les compagnies de l'armée du Rhin sont engagées à la bataille d'Hohenlinden.
À la paix, le « 8e à cheval » est réuni à Metz.
Il est licencié, à Metz, le 22 janvier 1801, par le général Verrières. Ses compagnies sont versées :
- 1re et 2e compagnies au 3e régiment d'artillerie à cheval
- 3e compagnie au 4e régiment d'artillerie à cheval
- 4e compagnie au 5e régiment d'artillerie à cheval
- 5e compagnie au 2e régiment d'artillerie à cheval
- 6e compagnie au 1er régiment d'artillerie à cheval

## Sources et bibliographie
- Henri Kauffert, Historique de l'artillerie française, École d'application de l'artillerie, 1989
- Louis Susane, Histoire de l'artillerie française
- Historiques des corps de troupe de l'armée française (1569-1900)
- État militaire du corps impérial de l'artillerie de France en 1811 page 367
- (en) French Horse Artillery Regiments and the Colonels Who Led Them 1791-1815